# Finnairin Palloilijat Helsinki
Finnairin Palloilijat Helsinki (FinnPa) war ein finnischer Fußballverein, der von 1965 bis 1998 bestand. Die erste Mannschaft spielte sechs Spielzeiten lang, von 1993 bis 1998, in der höchsten finnischen Liga. Weiterhin besteht die Unihockeyabteilung des Vereins.

## Geschichte
Der Verein wurde von Beschäftigten der finnischen Fluggesellschaft Aero O/Y als Aeron Palloilijat gegründet. Mit der Umbenennung der Fluggesellschaft in Finnair 1969 änderte sich auch der Vereinsname dementsprechend.
1992 gelang dem Klub unter Trainer Reima Kokko der Aufstieg in die Veikkausliiga. FinnPa blieb sechs Jahre im Oberhaus des finnischen Fußballs und erreichte 1997 mit Platz drei die beste Platzierung. Dadurch qualifizierte sich FinnPa auch für den UEFA-Pokal 1998/99. Im Suomen Cup gelang FinnPa 1998 der Einzug in das Halbfinale. Ansonsten verlief die Saison 1998 alles andere als gut für FinnPa. In der Liga belegte der Verein den vorletzten Platz und stieg nach zwei Unentschieden aufgrund der Auswärtstorregel in der Relegation gegen TPV Tampere ab. Finnair nahm den Abstieg zum Anlass, dem Verein die finanzielle Unterstützung zu entziehen. Noch im Jahr 1998 wurde der Verein aufgelöst. 

### Nach der Auflösung
Die Auflösung hatte Auswirkungen auf die finnische Fußballgeschichte um die Jahrtausendwende. Das vom Geschäftsmann Hjallis Harkimo für FinnPa in Auftrag gegebene Finnair Stadium, das 1999 gebaut werden sollte, drohte das Ende. Da es dem „ersten“ Klub der Stadt, HJK Helsinki, alleine nicht möglich war, die Kosten auch nur teilweise zu übernehmen, kaufte Hjallis Harkimo 1999 den Verein PK-35 Helsinki (seit 1997 in der Veikkausliiga) um einen weiteren, starken Klub in Helsinki zu etablieren und änderten den Namen in FC Jokerit, angelehnt an dem zu der Zeit ebenfalls im Besitz Harkimos stehenden Eishockeyvereins Jokerit. Das Finnair-Stadion wurde 2000 schließlich eröffnet. Der FC Jokerit wurde 2004 vom Lokalrivalen HJK Helsinki übernommen, der den Klub zu seiner zweiten Mannschaft Klubi-04 umfunktionierte.

## Europapokalbilanz
| Saison  | Wettbewerb | Runde                  | Gegner          | Gesamt | Hin     | Rück    |
| ------- | ---------- | ---------------------- | --------------- | ------ | ------- | ------- |
| 1998/99 | UEFA-Pokal | 1. Qualifikationsrunde | Hapoel Tel Aviv | 2:6    | 1:3 (A) | 1:3 (H) |

Gesamtbilanz: 2 Spiele, 2 Niederlagen, 2:6 Tore (Tordifferenz −4)

## Saisonübersicht (1976 bis 1998)
| Saison | Liga | Liganame      | Platz    | Bemerkung | Pokal      | Ligapokal       |
| ------ | ---- | ------------- | -------- | --------- | ---------- | --------------- |
| 1976   | 3.   | Division II   |          | Aufstieg  |            | /               |
| 1977   | 2.   | Division I    | 10. (12) | Abstieg   |            | /               |
| 1978   | 3.   | Division II   |          |           |            | /               |
| 1979   | 3.   | Division II   |          |           |            | /               |
| 1980   | 3.   | Division II   |          | Aufstieg  |            | /               |
| 1981   | 2.   | Division I    | 11. (12) |           |            | /               |
| 1982   | 2.   | Division I    | 04. (12) |           |            | /               |
| 1983   | 2.   | Division I    | 09. (12) |           |            | /               |
| 1984   | 2.   | Division I    | 09. (12) |           |            | /               |
| 1985   | 2.   | Division I    | 07. (12) |           |            | /               |
| 1986   | 2.   | Division I    | 07. (12) |           |            | /               |
| 1987   | 2.   | Division I    | 07. (12) |           |            | /               |
| 1988   | 2.   | Division I    | 11. (12) | Abstieg   |            | /               |
| 1989   | 3.   | Division II   |          |           |            | /               |
| 1990   | 3.   | Division II   |          | Aufstieg  |            | /               |
| 1991   | 2.   | Division I    | 02. (11) |           |            | /               |
| 1992   | 2.   | Division I    | 02. (12) | Aufstieg  |            | Sieger Ykköscup |
| 1993   | 1.   | Veikkausliiga | 04. (12) |           |            | /               |
| 1994   | 1.   | Veikkausliiga | 10. (14) |           |            |                 |
| 1995   | 1.   | Veikkausliiga | 08. (14) |           |            |                 |
| 1996   | 1.   | Veikkausliiga | 04. (12) |           |            |                 |
| 1997   | 1.   | Veikkausliiga | 03. (10) |           |            |                 |
| 1998   | 1.   | Veikkausliiga | 09. (10) | (Abstieg) | Halbfinale |                 |

## Ehemalige Spieler
- Simo Valakari (* 1973) spielte 1995 und 1996 48 Spiele (5 Tore) bevor er nach Schottland zum Motherwell F.C. wechselte.
- Kari Laukkanen (* 1963) kam nach acht Jahren in der Bundesliga 1995 vom SV Waldhof Mannheim. Der Torwart wechselte nach der Saison 1998 zum Hangö Idrottsklubb.
- Sixten Boström (* 1963) beendete 1993 nach drei Spielzeiten bei FinnPa seine Karriere und wurde später Trainer des Vereins.
- Njazi Kuqi (* 1983) spielte in der Jugend zuerst für FinnPa.

## Unihockey
Die Unihockeyabteilung war von der Auflösung des Vereins nicht betroffen und nimmt weiterhin drittklassig (Stand: 2009) am Spielbetrieb teil.